# (543435) 2014 GC54
(543435) 2014 GC54 est un objet transneptunien faisant partie des plutinos.

## Caractéristiques
Le diamètre de 2014 GC54 est estimé a environ 200 kilomètres.